# 7 март
7 март е 66-ият ден в годината според григорианския календар (67-и през високосна). Остават 299 дни до края на годината.

## Събития
- 161 г. – Римският император Антонин Пий умира и е наследен едновременно от Марк Аврелий и Луций Вер, което е прецедент дотогава в Римската империя.
- 321 г. – Император Константин I Велики издава декрет, че денят на Sol Invictus (неделя) е ден за почивка в Империята.
- 1530 г. – Папата отказва да узакони развода на английския крал Хенри VIII с Катерина Арагонска и да признае брака му с Ан Болейн, което става формален повод за създаването на англиканската църква.
- 1798 г. – Френската армия влиза в Рим.
- 1814 г. – В битката при Краон армията на Наполеон Бонапарт побеждава руските и пруските военни сили.
- 1876 г. – Александър Бел получава патент за изобретение, което той нарича телефон.
- 1912 г. – Руал Амундсен официално съобщава, че неговата експедиция е достигнала Южния полюс на 14 декември 1911 г.
- 1918 г. – Първа световна война: Финландия влиза в съюз с Германия.
- 1936 г. – Германия нарушава договорите от Локарно и Версайския договор, като окупира отново демилитаризираната Рейнска област.
- 1945 г. – Втората световна война: Американски армейски части овладяват моста над река Рейн, с което се ускорява настъплението срещу Берлин.
- 1947 г. – Възстановени са дипломатическите отношения между България и Австрия.
- 1950 г. – Студената война: СССР прави изявление, в което отрича, че Клаус Фукс е работил като съветски шпионин.
- 1965 г. – За първи път в Канада в римокатолически църкви са извършени богослужения на английски език.
- 1966 г. – Президентът на Франция Шарл де Гол обявява намерението на страната да напусне НАТО.
- 1980 г. – Маргьорит Юрсенар е първата жена избрана за член на Френската академия.
- 1983 г. – Направен е опит за отвличане на самолет на БГА Балкан изпълняващ полет № LZ-013 от София до Варна.
- 1987 г. – Майк Тайсън прегазва Джейм Смит „Костотрошача“ за световната титла в тежка категория.
- 1988 г. – Орлина Аспарухова става първата българка – лицензиран пилот на въздушен балон.
- 1989 г. – Иран скъсва дипломатически отношения с Великобритания по повод на издадените в кралството Сатанински строфи на Салман Рушди.
- 1996 г. – Формиран е първият демократично избран палестински парламент.
- 2002 г. – Открити са Деветите зимни параолимпийски игри в Солт Лейк Сити.
- 2007 г. – Самолетът при полет 200 на „Гаруда Индонезия“ се разбива по време на кацане на международното летище „Адисутджипто“, Индонезия и убива 21 души.
- 2009 г. – Изстрелян е космическият телескоп Кеплер, проектиран да открива земеподобни планети в орбита на други звезди.

## Родени
- 148 г. – Ания Луцила, римска принцеса († 182 г.)
- 189 г. – Публий Септимий Гета, римски император († 211 г.)
- 1693 г. – Климент XIII, италиански папа († 1769 г.)
- 1765 г. – Жозеф Ниепс, френски изобретател († 1833 г.)
- 1785 г. – Алесандро Манцони, италиански писател († 1873 г.)
- 1792 г. – Джон Хершел, английски математик и астроном († 1871 г.)
- 1802 г. – Едуин Ландсир, британски художник († 1873 г.)
- 1820 г. – Александър Дрентелн, руски офицер († 1888 г.)
- 1829 г. – Едуард Фогел, немски пътешественик и изследовател († 1856 г.)
- 1850 г. – Томаш Масарик, първи президент на Чехословакия († 1937 г.)
- 1855 г. – Карл фон ден Щайнен, немски етнолог, пътешественик и изследовател († 1929 г.)
- 1857 г. – Юлиус Вагнер-Яурег, австрийски лекар, Нобелов лауреат († 1940 г.)
- 1862 г. – Лукан Хашнов, български инженер († 1917 г.)
- 1864 г. – Александър Радев, български политик († 1911 г.)
- 1872 г. – Пийт Мондриан, холандски художник († 1944 г.)
- 1875 г. – Морис Равел, френски композитор († 1937 г.)
- 1878 г. – Борис Кустодиев, руски художник († 1927 г.)
- 1893 г. – Райко Алексиев, български публицист († 1944 г.)
- 1902 г. – Хайнц Рюман, германски актьор († 1994 г.)
- 1902 г. – Ханс Щубе, немски растениевъд († 1989 г.)
- 1904 г. – Райнхард Хайдрих, обергрупенфюрер в нацистка Германия († 1942 г.)
- 1908 г. – Ана Маняни, италианска актриса († 1973 г.)
- 1924 г. – Кобо Абе, японски писател († 1993 г.)
- 1926 г. – Ернст Оцвирк, австрийски футболист († 1980 г.)
- 1930 г. – Стенли Милър, американски химик († 2007 г.)
- 1931 г. – Жени Божинова, българска актриса
- 1937 г. – Георги Трингов, български шахматист († 2000 г.)
- 1938 г. – Албер Фер, френски физик, Нобелов лауреат през 2007
- 1938 г. – Дейвид Балтимор, американски физиолог, Нобелов лауреат през 1975 г.
- 1940 г. – Дениъл Траванти, американски актьор
- 1940 г. – Руди Дучке, германски студентски лидер († 1979 г.)
- 1941 г. – Андрей Миронов, съветски актьор († 1987 г.)
- 1942 г. – Майкъл Айснер, американски директор на Уолт Дисни
- 1943 г. – Симеон Хаджикосев, български литературен критик († 2020 г.)
- 1946 г. – Джон Хърд, американски актьор († 2017 г.)
- 1946 г. – Вера Деянова, български литературен преводач
- 1947 г. – Валтер Рьорл, германски състезател
- 1955 г. – Ал-Уалид бин Талал, саудитски принц
- 1959 г. – Владимир Талески, актьор и политик от Република Македония
- 1960 г. – Иван Лендъл, чешки тенисист
- 1963 г. – Освалд Егер, немски писател
- 1964 г. – Брет Ийстън Елис, американски писател
- 1965 г. – Камеран Даддо, австралийски артист
- 1975 г. – Любомира Бачева, българска тенисистка
- 1978 г. – Азис, български чалга певец
- 1978 г. – Елена Емануилова, българска писателка
- 1979 г. – Деси Слава, българска певица
- 1984 г. – Надежда Карастоянова, българска археоложка, специализирала в археозоологията, планински водач
- 1987 г. – Хатем Бен Арфа, френски футболист

## Починали
- 322 г. пр.н.е. – Аристотел, древногръцки философ (* 384 пр.н.е.)
- 161 г. – Антонин Пий, римски император (* 86 г.)
- 1274 г. – Тома Аквински, монах доминиканец, философ и теолог (* 1225 г.)
- 1724 г. – Инокентий XIII, римски папа (* 1655 г.)
- 1802 г. – Клотилд Френска, френска принцеса, кралица на Сардиния (* 1759 г.)
- 1875 г. – Джон Едуард Грей, британски зоолог (* 1800 г.)
- 1891 г. – Франц Миклошич, словенски славист (* 1813 г.)
- 1895 г. – Александър Ган, руски офицер (* 1809 г.)
- 1902 г. – Тодор Хаджистанчев, български драматург (* 1850 г.)
- 1931 г. – Аксели Гален-Калела, финландски художник (* 1865 г.)
- 1932 г. – Аристид Бриан, министър-председател на Франция, Нобелов лауреат през 1926 г. (* 1862 г.)
- 1932 г. – Петрана Обретенова, българска революционерка (* ?)
- 1932 г. – Цветан Крачунов (р 1866 г.), български търговец и лихвар, политик, кмет на Ески Джумая / Търговище (1924 – 1925)[1]
- 1945 г. – Албрехт Пенк, немски географ (* 1858 г.)
- 1952 г. – Парамаханса Йогананда, индийски гуру (* 1893 г.)
- 1954 г. – Ото Дилс, германски химик, Нобелов лауреат през 1950 г. (* 1876 г.)
- 1955 г. – Георги Бончев, български геолог (* 1866 г.)
- 1956 г. – Петко Атанасов, български драматичен актьор и режисьор (* 1889 г.)
- 1967 г. – Дора Метева, българска поетеса и преводач (* 1894 г.)
- 1971 г. – Кирил, български патриарх (* 1901 г.)
- 1985 г. – Аркадий Фидлер, полски писател и пътешественик (* 1894 г.)
- 1985 г. – Робърт Уиншип Удръф, бизнесмен и филантроп (* 1889 г.)
- 1997 г. – Едуард Милс Пърсел, американски физик, Нобелов лауреат през 1952 г. (* 1912 г.)
- 1999 г. – Стенли Кубрик, американски сценарист и режисьор (* 1928 г.)
- 2002 г. – Цвятко Анев, български генерал (* 1911 г.)
- 2003 г. – Илия Павлов, български бизнесмен, основател на „Мултигруп“ (* 1960 г.)
- 2005 г. – Иван Пръмов, български политик (* 1921 г.)
- 2006 г. – Али Фарка Туре, малийски музикант (* 1939 г.)
- 2014 г. – Мирослав Миронов, български футболист и треньор (* 1963 г.)

## Празници
- Свети Фелицитата и Перпетуя в Католическата църква
- Албания – Ден на учителя
- Италия – Празник на град Аквино